# Часів Яр у російсько-українській війні
За Часів Яр, місто Донецької області із довоєнним населенням у 13 тисяч мешканців, з 2024 року тривали бої між українськими та російськими військами.

## Передумови
Місто забезпечувало Україну вогнетривкою цеглою. Тут були піщані кар'єри і озера.
У 2014 році після початку російсько-української війни до Часового Яру перенесли мобільний госпіталь для військових. Часів Яр не постраждав від боїв квітня — липня 2014 року за сусідній Артемівськ (тодішня назва Бахмута).

## Перебіг подій
З серпня 2022 події в Часовому Ярі стали частиною битви за Бахмут. Місто зазнавало все більше обстрілів зі сторони російських військ. Найбільш кривавий обстріл прийшовся на 9 липня 2022 року, в результаті якого загинуло 48 людей (в тому числі 1 дитина).
На початку листопада 2022 року в місті жило близько 5 тисяч мешканців, але з початку 2023 року людей в Часовому Яру ставало все менше.
З лютого 2023 року в Часовому Яру зникло газо-і водопостачання, а також електрика. У місті був слабкий мобільний зв'язок. Побут тих, хто залишився тут, забезпечувався лише завдяки генераторам і воді зі свердловин.
У березні 2023 року військова адміністрація евакуювала з міста всіх дітей. У місті майже не працювали магазини, проте була змога отримати гуманітарну допомогу. У місті тривали обстріли, щоденні вибухи змушували жителів залишатись у підвалах по кілька діб.
На початок квітня 2024 року, за даними очільника міста Сергія Чауса, у місті залишилось близько 700 мешканців із 13 тисяч довоєнного населення. З них 80-85 % — це люди похилого віку, які відмовлялися евакуюватися. Всі багатоповерхівки Часового Яру мали пошкодження від обстрілів, з яких 80 % критичні. Східний мікрорайон «Канал» перебував і раніше під постійним обстрілами і там не залишилось жодного цивільного. В цей мікрорайон на крайню вулицю Зелену на початку квітня зашла група російських військових.
За даними «Текстів» на червень 2024 року, найбільших руйнувань місто зазнало в першій половині квітня 2024 року, хоча знищені будівлі були і в 2023 році. Вони здійснили аналіз, наклавши шар із будинками на теплову карту пошкоджень у місті із даними супутникових знімків Sentinel-1.
На початку червня 2024 року у місті залишалася понад тисяча жителів.
На кінець червня у місті стало значно більше розбитих багатоповерхівок, спалених прильотами FPV-дронів автомобілів і переламаних навпіл дерев. Перейти в східну частину міста за каналом було неможливо. За даними мера Сергія Чауса, станом на 25 червня залишалося приблизно 650 мешканців. Вони жили у підвалах багатоповерхівок і ходили за гуманітарною допомогою на «Пункт незламності». У місті була всього одна точка, у якій можна набрати питну воду, або чекати волонтерів із водою у пляшках.
- липень 2024
- липень 2024
- серпень 2024

На 23 лютого 2025 року в місті залишалося 200 людей. Медичних працівників у місті більше не було.